# Никольское (Наро-Фоминский район)
Никольское — деревня в Наро-Фоминском районе Московской области, входит в состав сельского поселения Веселёвское. Численность постоянного населения по Всероссийской переписи 2010 года — 51 человек, в деревне числятся 2 садовых товарищества. До 2006 года Никольское входило в состав Веселёвского сельского округа.
Деревня расположена в юго-западной части района, на левом берегу малой реки Вешка (приток реки Руть), примерно в 11 км к юго-западу от города Верея, высота центра над уровнем моря 198 м. Ближайшие населённые пункты — Носово в 0,8 км на север, Макаровка в 1,5 км на юг и в 2 км: Нечаево на запад, Дудкино — на восток.